# Takayus
Genre
Takayus est un genre d'araignées aranéomorphes de la famille des Theridiidae.

## Distribution
Les espèces de ce genre se rencontrent en Asie de l'Est et en Russie.

## Liste des espèces
Selon World Spider Catalog (version 25.5, 31/07/2024) :
- Takayus chikunii (Yaginuma, 1960)
- Takayus codomaculatus Yin, 2012
- Takayus fujisawai Yoshida, 2002
- Takayus huanrenensis (Zhu & Gao, 1993)
- Takayus kunmingicus (Zhu, 1998)
- Takayus latifolium (Yaginuma, 1960)
- Takayus linimaculatus (Zhu, 1998)
- Takayus lunulatus (Guan & Zhu, 1993)
- Takayus lushanensis (Zhu, 1998)
- Takayus naevius (Zhu, 1998)
- Takayus papiliomaculatus Yin, Peng & Zhang, 2005
- Takayus quadrimaculatus (Song & Kim, 1991)
- Takayus simplicus Yin, 2012
- Takayus sublatifolium (Zhu, 1998)
- Takayus takayensis (Saito, 1939)
- Takayus wangi (Zhu, 1998)
- Takayus xiaorang Lin & Li, 2024
- Takayus xui (Zhu, 1998)

## Systématique et taxinomie
Ce genre a été décrit par Yoshida en 2001 dans les Theridiidae.

## Publication originale
- Yoshida, 2001 : « A revision of the Japanese genera and species of the subfamily Theridiinae (Araneae: Theridiidae). » Acta Arachnologica, vol. 50, p. 157-181 (texte intégral).